# Konen med æggene
Konen med æggene er en dansk tegnefilm fra 1970, der er instrueret af Kjeld Simonsen efter manuskript af ham selv og Bent Barfod.

## Handling
Tegnefilm, frit efter H.C. Andersens berømte digt om en bondekone, der på vej til marked med sine æg drømmer om at blive en rig og fin frue - for pludselig at komme ned på jorden igen.